# Balera obtusa
Balera obtusa är en insektsart som beskrevs av Freytag 1992. Balera obtusa ingår i släktet Balera och familjen dvärgstritar. Inga underarter finns listade i Catalogue of Life.